# محافظة جنين
محافظة جنين محافظة تقع في شمال الضفة الغربية التابعة للسلطة الفلسطينية ومركزها مدينة جنين. تشكل المحافظة ثقلا اقتصاديا أكبر بكثير من حجمها السكاني. يبلغ عدد سكانها حوالي 356،000 نسمة. وتبلغ مساحتها 583 كم2 وتشكل ما نسبته 9,7 % من مساحة الضفة الغربية الإجمالية. ويتبع مدينة جنين مخيم جنين الذي يقع غربها ويسكنه 16,000 لاجئ. تعتبر جنين وقراها من أكثر المدن الفلسطينية التي تؤرق إسرائيل، فمنها خرج الكثير من الشبان الذين قاموا بعمليات فدائية كثيرة داخل العمق الإسرائيلي رداً على الاغتيالات والاعتقالات التي كانت ولا تزال تقوم بها بحق القادة والشبان الفلسطينيين خلال الانتفاضة وما قبلها.

## قرى محافظة جنين

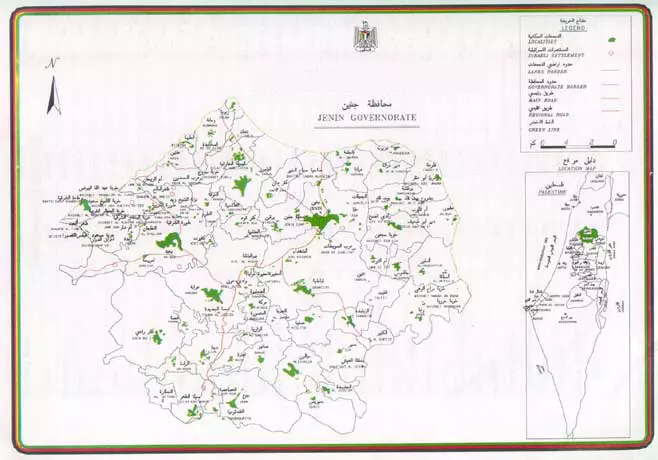
خارطة محافظة جنين

في محافظة جنين، مدينة جنين، ويتبع المحافظة 12 بلدية كبيرة (هي كفردان، يعبد، سيلة الظهر، قباطية، عرابة، برقين،سيلة الحارثية،الزبابدة، فقوعة، اليامون، كفر راعي، ميثلون، جبع)، كما ينتشر عدد ليس بقليل من القرى ومخيم يقع إلى الغرب من المدينة، والذي تعرض للاجتياح الإسرائيلي في أبريل عام 2002. كانت جنين تضم قبل نكبة 1948 حوالي (70) قرية كبيرة وصغيرة وبعد النكبة اقتصرت على ما يقارب 30 قرية صغيرة. ومثل باقي المدن الفلسطينية، تعرضت أراضي شاسعة من جنين وقراها للمصادرة من قبل إسرائيل، حيث أقام على أرضها مايزيد عن 10 مستوطنات والتي دحرت بسبب المقاومة الشديدة التي ابت الا وان تدحرها و تعد جنين هي المحافظة الوحيدة في الضفة الغربية الخالية من المستوطنات.

## المحافظون
| الرقم | الاسم                                   | تاريخ البدء    | تاريخ الانتهاء | ملاحظات |
| ----- | --------------------------------------- | -------------- | -------------- | ------- |
| 1     | حكمت زيد                                | 1995           | 8 ديسمبر 1995  |         |
| 2     | زهير المناصرة                           | 1996           | 4 يوليو 2002   |         |
| 3     | قدورة موسى                              | 25 يوليو 2002  | 2 مايو 2012    |         |
| 4     | طلال دويكات                             | 4 مايو 2012    | 31 مايو 2014   |         |
| 5     | إبراهيم محمد محمود رمضان                | 3 يونيو 2014   | 15 نوفمبر 2018 |         |
| 6     | أكرم الرجوب                             | 15 نوفمبر 2018 | 10 أغسطس 2023  |         |
|       | كمال أبو الرب (Q123536602) "مُسير أعمال" | 10 أغسطس 2023  | 3 مارس 2024    |         |
| 7     | كمال أبو الرب (Q123536602)              | 3 مارس 2024    | لا يزال        |         |